# Vishnu Sahasranama
Das Vishnu Sahasranama, in Sanskrit विष्णुसहस्रनाम, transliteriert viṣṇusahasranāma, ist eine Hymne in Sanskrit, in der die tausend Namen Vishnus – eine der Hauptgottheiten im Hinduismus und der Höchste Gott im Vishnuismus – rezitiert oder gechantet werden. Sein Verfasser war Vedavyāsa, der Autor der Puranas.

## Etymologie

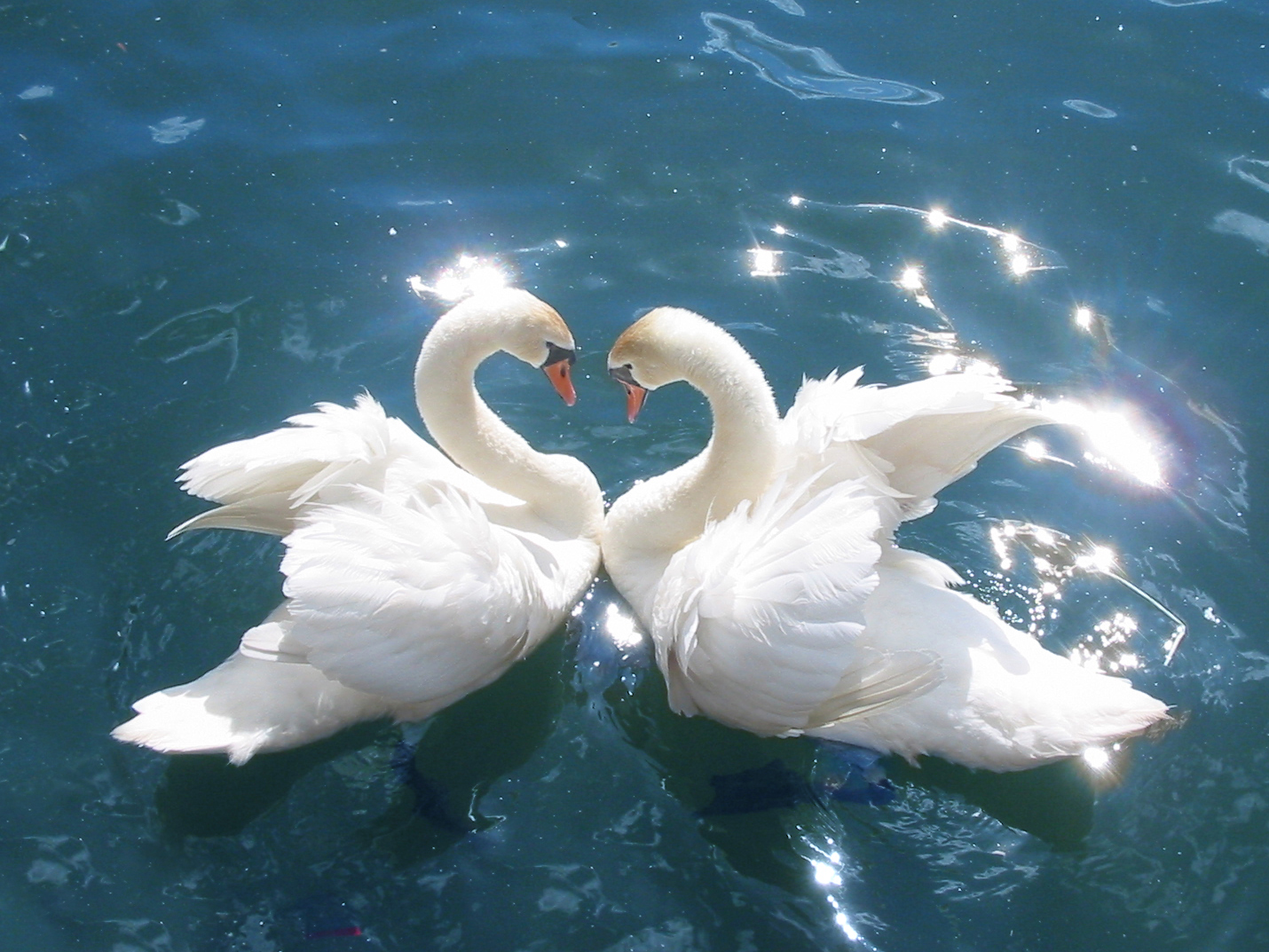
Schwäne (Cygnus olor) – Symbole für Reinheit und Transzendenz im Vedanta

Vishnu bzw. Viṣṇu (विष्णु) ist die erhaltende Hauptgottheit im Hinduismus. Sahasra (सहस्र) bedeutet „tausend“, kann aber je nach Zusammenhang auch „Myriade“, jede „große Zahl“ oder gar „Unendlichkeit“ suggerieren. Der Nominativ nama bzw. nāma (नाम), abgeleitet vom Wortstamm nāman, ist der „Name“, kann aber auch „Benennung, Nominativ oder Erscheinungsform“ bedeuten. Sahasranama ist ein exozentrisches Kompositum des Bahuvrihi-Typs. Das Vishnu Sahasranama ist somit als „Vishnus tausend Namen“ wiederzugeben.

## Kommentare
Über das Vishnu Sahasranama wurden zahlreiche Kommentare abgefasst. Wahrscheinlich am bedeutendsten dürfte der Kommentar (bhāṣya) von Shankara aus dem 8. Jahrhundert sein. Auch Parasara Bhattar – ein Schüler von Ramanuja im 12. Jahrhundert – schrieb einen Kommentar, in dem er die Namen Vishnus aus einer Vishishtadvaita-Perspektive heraus erläuterte. Dieser Kommentar findet sich in seinem Buch Bhagavath Guna Dharpanam (oder auch Bhagavad Guna Dharpana – was als „Reflektionen über die Eigenschaften Gottes“ traduiert werden kann). Vidyadhiraja Tirtha (verstorben im Jahr 1392, ein Schüler von Jayatirtha) beschrieb ebenfalls das Vishnu Sahasranama (von ihm bezeichnet als Viṣṇusahasranāmavivṛti) aus der Sicht des Dvaita Vedantas. Der Kommentar Vishnu Sahasranama Vyakhyana geht auf Satyanidhi Tirtha (gestorben 1660) zurück – gleichfalls ein Anhänger des Dvaita Vedantas. Ein weiterer Dvaita Vedanta-Anhänger mit Namen Satyasandha Tirtha (gestorben 1794) verfasste sodann den Kommentar Viṣṇusahasranāmabhāṣya. Der im 18. Jahrhundert lebende Baladeva Vidyabhushana gehörte zur Vedantaschule des Acintya-bhedābheda. Sein Kommentar zum Viṣṇu-sahasra-nāma lautete Nāmārtha-sudhā.

## Bedeutung
Das Vishnu Sahasranama erfreut sich unter Hindus großer Popularität und wird oft rezitiert. Insbesondere bei frommen Anhängern Vishnus (Vaishnavas) stellt es eines ihrer Hauptgebete dar. Auch wenn Vaishnavas andere Gottheiten, wie z. B. Shiva oder Devi, verehren, so glauben sie, dass das Universum letztlich eine Manifestation des Höchsten Vishnus (Mahavishnu) ist. Bei anderen Gottheiten existieren ebenfalls Sahasranamas (wie beispielsweise für Lalita oder für Shiva), dennoch wird mit dem Begriff „Sahasranama“ gewöhnlich nur Vishnu in Verbindung gebracht.
Eine gewisse Beunruhigung hat das Erscheinen der Namen Śivaḥ (शिव – an 27. und 600. Stelle), Śaṃbhu (शंभु – an 38. Stelle), Īśānaḥ (ईशानः – an 64. Stelle) und Rudraḥ (रुद्र – an 114. Stelle) bewirkt – normalerweise alles Attribute Shivas. Das Wort Śivaḥ bedeutet ganz allgemein „glückverheißend, verheißungsvoll, günstig“ und ist somit sehr wohl auch eine Eigenschaft Vishnus. Der Advaita überbrückt den scheinbaren Konflikt dadurch, dass Shiva den zerstörerischen Aspekt des erhaltenden Vishnus darstellt, zwischen beiden Gottheiten aber sonst kein qualitativer Unterschied besteht.

## Inhalt

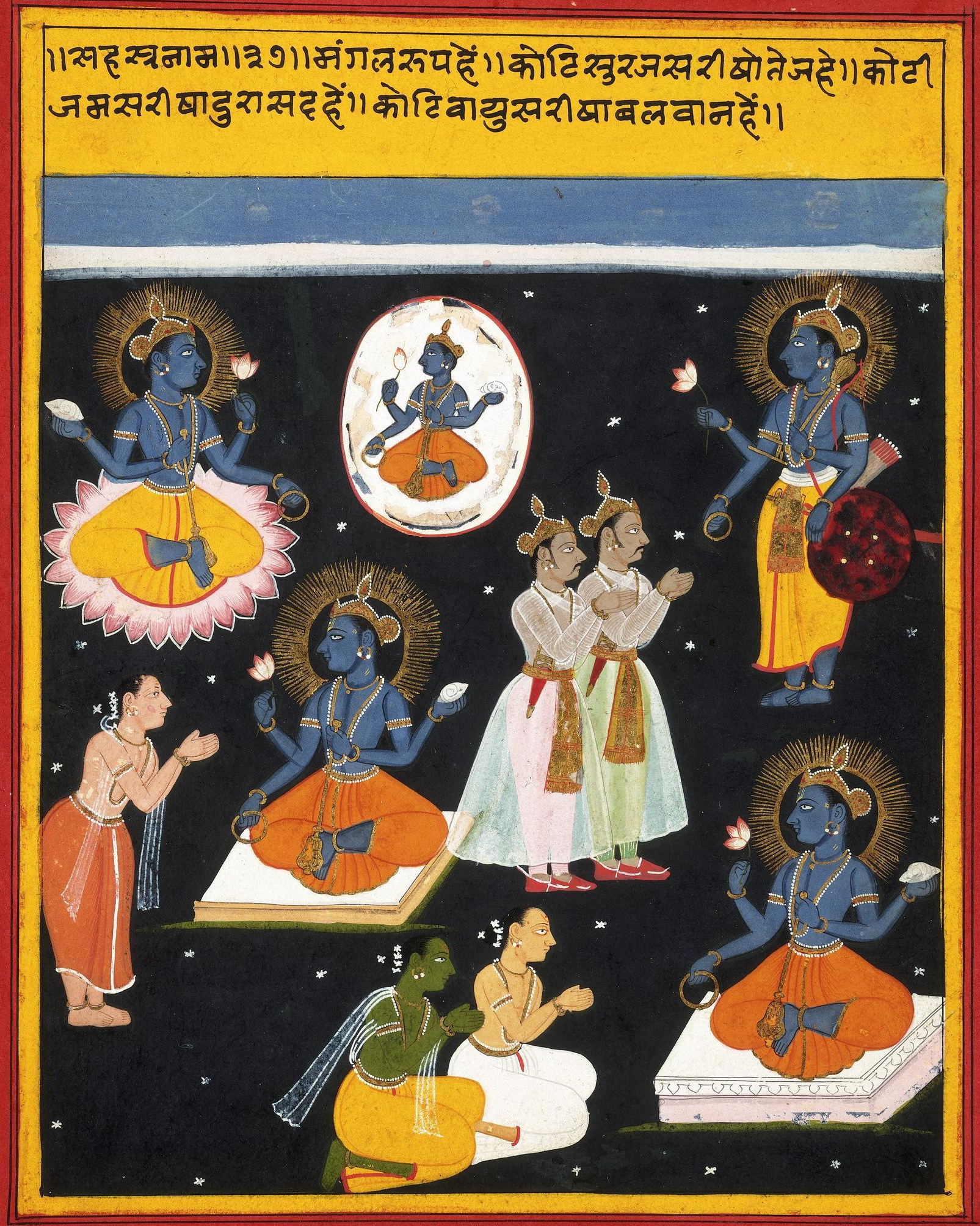
Manuskript vom Vishnu Sahasranama, ungefähr aus dem Jahr 1690

### Ausgangslage
Gegen Ende des Krieges von Kurukshetra suchte Yudhiṣṭhira Śrī Bhīṣma auf. Dieser hatte auf Seiten der Kauravas gekämpft und lag jetzt unbesiegt, jedoch schwer verwundet, auf einem Bett aus Pfeilen und erwartete sein Ableben. Yudhiṣṭhira stellte ihm sechs Fragen, die Śrī Bhīṣma – ein stetiger Verehrer Krishnas – alle ruhig beantwortete und zum Schluss zum Śrī Viṣṇu Sahasranāma Stotram überleitete.

### Inhaltsangabe
Das Śrī Viṣṇu Sahasranāma Stotram beginnt im Mūlapaṭha (मूलपाठ – „Wurzelrezitation“) mit einer grundlegenden Meditation (dhyāna) über Vishnu in 22 Versen. Hierauf folgt in 7 Versen eine weitere Meditation von Vedavyāsa. Sodann setzt das eigentliche Stotra der tausend Namen in 107 Versen ein, welches im 108. Vers mit einer Schutzbitte an Nārāyaṇa endet. Zum Schluss folgt noch eine Phalashruti – phalaśruti (फलश्रुति – „Ergebnis des Gehörten“, Schlussbetrachtung oder Nachwort) in 33 Versen.
Das Śrī Viṣṇu Sahasranāma Stotram setzt sich somit aus insgesamt 170 Versen zusammen. Ihr Versmaß ist Anuṣṭubh (अनुष्टुभ्).

### Mūlapaṭha
In der anfänglichen Meditation wird Vyasa, der Verfasser des Mahabharatas und somit auch des Vishnu Sahasranamas mit Vishnu gleichgesetzt. Im 5. und 6. Vers folgt eine Verehrung Vishnus. Im 7. Vers übernimmt Śrī Vaiśaṁpāyana und beschreibt wie Yudhiṣṭhira Fragen an Śrī Bhīṣma, Shantanus Sohn, stellt. Hierauf antwortet Śrī Bhīṣma dann im 10. Vers, wobei er bis einschließlich Vers 22 Vishnu lobpreist und vorschlägt, seine tausend Namen zu rezitieren.

अविकाराय शुद्धाय नित्याय परमात्मने
सदैकरूपरूपाय विष्णवे सर्वजिष्णवे

„avikārāya śuddhāya nityāya paramātmane
sadaikarūparūpāya viṣṇave sarvajiṣṇave“

„Lass mich vor Vishnu verneigen, der rein, unberührt und immerwährend ist, der die letzte Wahrheit darstellt
und der alle Sterblichen dieser Welt für sich einnimmt“

### Vorspann von Vedavyasa
Der von Vedavyasa gesprochene Vorspann umfasst vier Teile (nyāsaḥ): Pūrvanyāsaḥ (पूर्वन्यासः – Erstschrift), atha nyāsaḥ (अथ न्यासः – Folgeschrift), atha karanyāsaḥ (अथ करन्यासः – weitere Handschrift) und atha ṣaḍaṅganyāsaḥ (अथ षडङ्गन्यासः – weitere sechsgliedrige Schrift).

### Atha dhyānam – darauffolgende Meditation
In der darauffolgenden Meditation (अथ ध्यानम् – atha dhyānam) wird erneut in 7 weiteren Versen die Herrlichkeit Vishnus beschrieben und Vishnu ausdrücklich verehrt.

ॐ शान्ताकारं भुजगशयनं पद्मनाभं सुरेशं विश्वाधारं गगनसदृशं मेघवर्णं शुभाङ्गम्
लक्ष्मीकान्तं कमलनयनं योगिभिर्ध्यानगम्यं वन्दे विष्णुं भवभयहरं सर्वलोकैकनाथम्

„oṁ śāntākāraṁ bhujagaśayanaṁ padmanābhaṁ surēśaṁ viśvādhāraṁ gaganasadr̥śaṁ mēghavarṇaṁ śubhāṅgam
lakṣmīkāntaṁ kamalanayanaṁ yogibhirdhyānagamyaṁ vande viṣṇuṁ bhavabhayaharaṁ sarvalokaikanātham.“

„Ich verbeuge mich vor Vishnu, dem Frieden in Person. Er schläft auf seinen gekreuzten Armen, sein Nabel birgt einen Lotos und er ist der Gott aller Götter. Auf ihm, der dem Himmel gleicht, mit herrlichen Gliedmaßen und der Hautfarbe einer Regenwolke, ruht die Erde.
Er ist der Gemahl Lakshmis, seine Augen gleichen Lotosblüten und Heilige erkennen ihn in ihren Gedanken. Er, aller Welten Herr, behebt jeden Verdruss und entfernt sämtliche Ängste.“

### Stotra

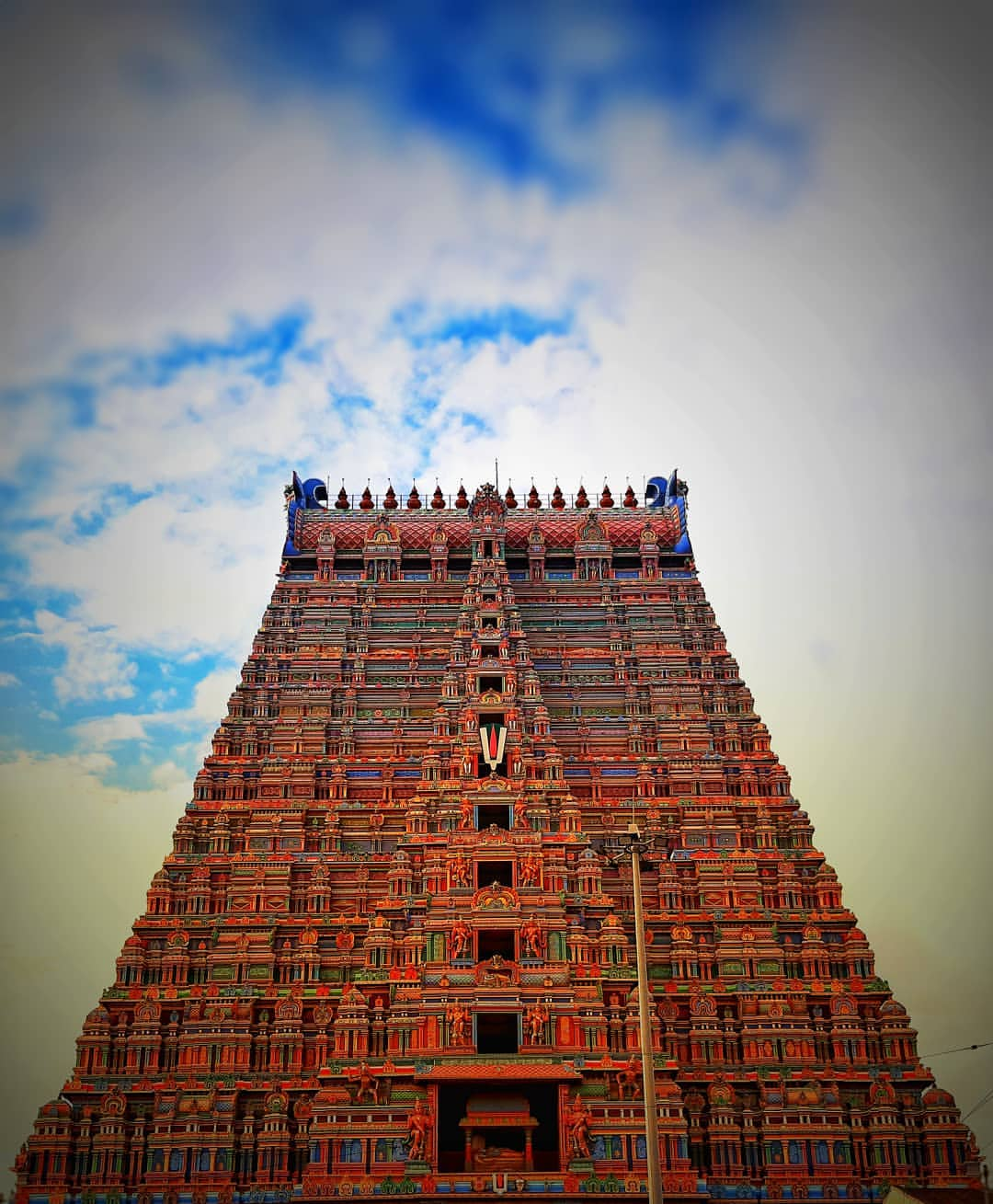
Vishnutempel

Im Stotra erscheinen sodann die für die Unendlichkeit stehenden tausend Namen Vishnus. Jeweils sieben bis elf Namen sind in einem Vers vereint. Eine Logik in der Anordnung der einzelnen Namen lässt sich nicht direkt erkennen, obwohl manchmal angenommen wird, dass die ersten 24 Namen mit der Bedeutung der Silben im Gayatri-Mantra konform sein sollen.
Unter den tausend Namen finden sich auch einige, wenn auch relativ seltene Wiederholungen. Insgesamt enthält die Hymne 90 Namenswiederholungen, entsprechend 9 %. Hierunter finden sich 74 einfache Wiederholungen, 14 wurden zweimal wiederholt und 2 sogar dreimal. Manchmal handelt es sich um direkte Wiederholungen (wie beispielsweise viṣṇu wiederholt mit viṣṇu oder śiva mit śiva). Manchmal werden auch äquivalente Wiederholungen verwendet – beispielsweise wird Śrīpati (श्रीपति) durch Mādhava (माधव) wiederholt, oder Puṣkarākṣa (पुष्कराक्ष) durch Kamalākṣa (कमलाक्ष). Diese Wiederholungen stellen kein Makel dar. Vielmehr sind in einer hingebungsvollen Stuti Wiederholungen durchaus vertretbar, wie dies auch bei rein emotionalen Liebeserklärungen meist der Fall ist.
In Wirklichkeit sind im Sahasranama 1031 Namen Vishnus angeführt. Die zusätzlichen 31 Namen sind adjektivischer Natur und qualifizieren (विशेषण – viśeṣaṇa) das jeweils unmittelbar folgende Substantiv. Unter den ersten 500 Namen befinden sich 20 Doppelnamen, in der zweiten Hälfte des Stotras nur noch 11 Doppelnamen. Die Namen sollten bei einer Arcana (अर्चन – „Lobpreisung“) Vishnus immer im korrekten Dativ erscheinen. Der 896. Name bezeichnet „ewige Zeit, von je her, immer“ und ist undeklinierbar (अव्यय – avyaya) und sollte daher Sanāt (सनात्) lauten. Der 929. Name Santaḥ („Heilige, Edle, Aufrechte“) steht im Plural und will zum Ausdruck bringen, dass Gott von guten Menschen verehrt wird.
Als Beispiele seien nun die ersten neun Namen herausgegriffen, welche im ersten Vers des Stotras vereint aufgeführt sind:

विश्वं विष्णुर्वषट्कारो भूतभव्यभवत्प्रभुः
भूतकृद्भूतभृद्भावो भूतात्मा भूतभावनः

„viśvaṁ viṣṇurvaṣaṭkāro bhūtabhavyabhavatprabhuḥ
bhūtakṛdbhūtabhṛdbhāvo bhūtātmā bhūtabhāvanaḥ“

„Universeller–Alldurchdringender–Opferverse Empfangender–Herr jenseits von Vergangenheit, Gegenwart und Zukunft
Erschaffer und Vernichter aller Lebensformen–Träger, Erhalter und Beherrscher des Universums–Reines Dasein–Essenz aller Lebewesen–Ursprung und Entfalter aller Elemente“

Interpretation:

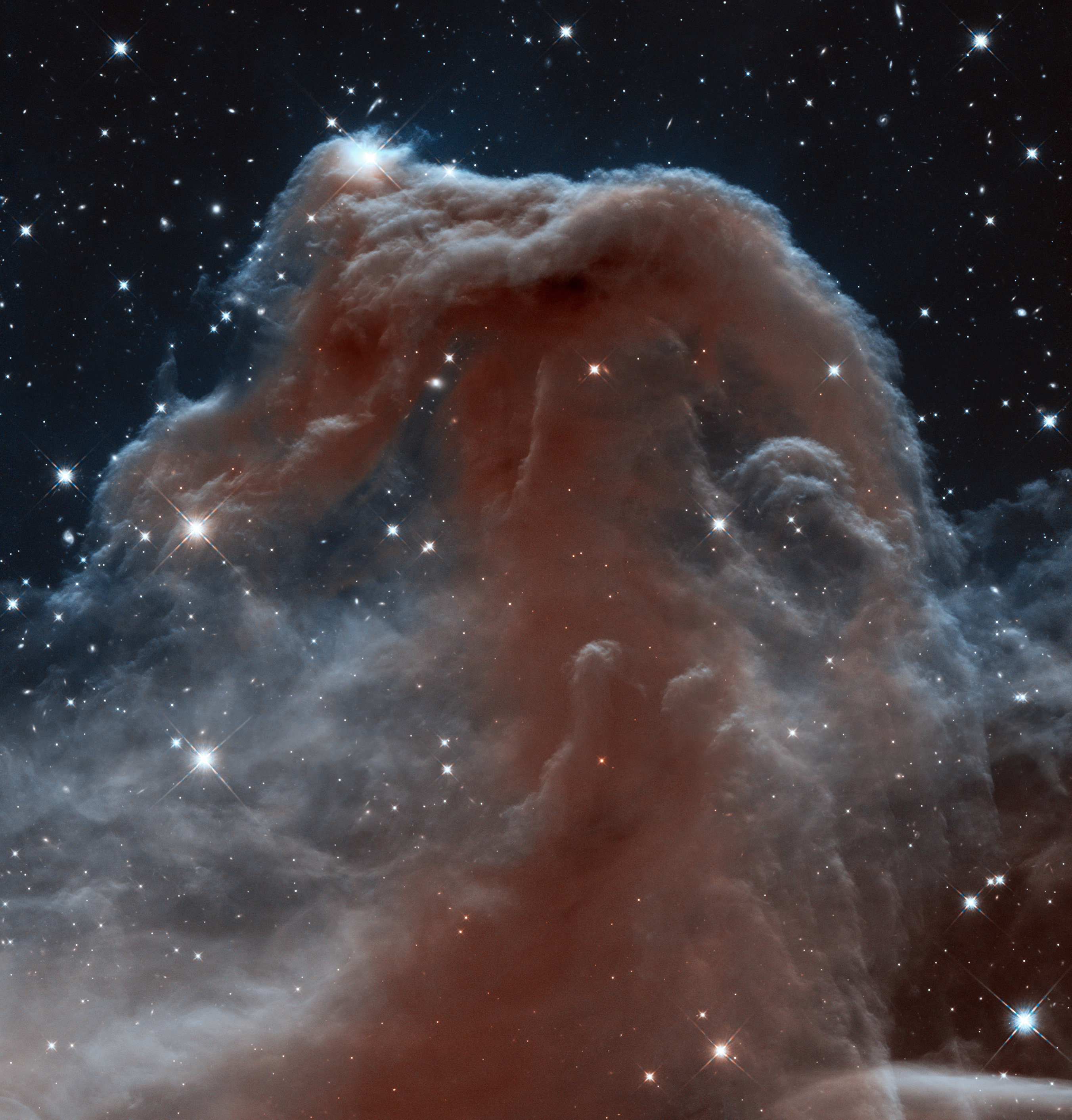
Der Pferdekopfnebel, repräsentativ für Viśva, dem ersten Namen Vishnus

- Viśvaṁ (विश्वं) – erscheint an erster Stelle noch vor Vishnus Namen. Eingeschlossen in der universellen Gestalt – dem Virat-Purusha – (Virāṭ Puruṣa – विराट् पुरुष) sind sämtliche Erscheinungen des gesamten Universums. Die Ursache manifestiert sich immer in den Auswirkungen. Demzufolge ist das gesamte beobachtbare Universum eine Manifestation dieser universellen Form, aus der es hervorgegangen ist. Der gesamte Kosmos grobstofflicher Objekte ist Vishnus ureigenster Ausdruck, weswegen er auch mit dem Virat-Purusha identisch ist. sa eva sarva-bhūtātmā viśva rūpo yato-avyayah – er allein ist die Seele aller Lebewesen, die unteilbare Vishvarupa (Vishnupurana 1.2.69). Das Sanskritword Viśvaṁ entstammt der Wurzel viś mit der Bedeutung „eingehen, aufgehen in“. Es bezeichnet somit jemanden, der das Universum erschaffen und in es eingegangen ist als alldurchdringende Realität. Es kann sich aber auch auf das beziehen, worin das gesamte Universum eingegangen ist und sodann darin verweilte. Ganz ähnliche Ideen finden sich auch in den Upanishaden. Rein intellektuell besehen stellt Gott die Ursache des Universums dar. Bei einer kontemplativen Betrachtung, die nicht zwischen Ursache und Wirkung unterscheidet, gibt es aber einfach keine von Gott verschiedene Welt. Es gibt nichts neben dem Allerhöchsten. In der Mandukya-Upanishad (Vers 1) lesen wir omityetadakṣaramidaṃ sarvaṃ – „die heilige unzerstörbare Silbe AUM repräsentiert tatsächlich Alles – das All“ und in der Bhagavad Gita (Bhagavad Gita, 8. Kapitel, Vers 13) om ity ekākṣaraṃ brahma – „Om ist auf diese Weise der eine unzerstörbare Laut des Absoluten“.
- Viṣṇu (विष्णु) – oder aufgelöst als veveshti vyāpnoti iti viṣṇuḥ – „das, was alles durchdringt und in alles eingeht, ist Viṣṇu“. Die Eigenschaft des in Allem Vorhandenseins ist Viṣṇu. Viṣṇu durchdringt alles, wird selbst aber von nichts durchdrungen. īśāvāsyam idam sarvam. „Dieses All muss vom Herrn umschlossen sein“ (Isha-Upanishad, Vers 1). Dieselbe Idee findet sich auch in den Puranas, und zwar in der Inkarnation Gottes als Vāmana dem Zwerg, der mit dreien seiner Schritte das gesamte Universum durchmaß. Im Mahābhārata wird verlautet, dass Gott aus diesem Grund erst den Namen Viṣṇu bekam. Laut Vishnupurana (3-1) bedeutet die Wurzel des Zeitworts viṣ „eingehen“. Die gesamte Welt der Gegenstände und Lebewesen wird von ihm durchdrungen – und was auch immer vorhanden ist – unterliegt der Welt der Veränderungen. Gott selbst wird jedoch nicht vom Raum (deśa – देश), von der Zeit (kāla – काल) oder von der Materie (vastu – वस्तु) beschränkt.
- Vaṣaṭkāraḥ (वषट्कार) – Im Ritualteil der Veden finden sich viele Mantras, die mit vaṣaṭ (वषट्) enden. Diese werden beim Vergießen geweihter Opfergaben gesprochen. Vaṣaṭkāraḥ ist somit derjenige, der angerufen wird und – um seine Gunst zu erlangen – mit auf vaṣaṭ endenden Mantras geehrt wird. Im weitergehenden Sinne kann sich Vaṣaṭkāraḥ auf die Opferzeremonie Yajna (yajña – यज्ञ) selbst beziehen und jemanden als „personifizierten Opfervorgang“ bezeichnen. Diese Bedeutung findet sich auch in den Upanishaden im Mantra yajño vai viṣṇuḥ – Viṣṇu selbst ist die Opferzeremonie (Shatapatha-Brahmana, 1.1.2.13).
- Bhūta-bhavya-bhavat-prabuḥ (भूतभव्यभवत्प्रभुः) – Viṣṇu ist Herr (prabhuḥ – त्प्रभुः) von Vergangenheit (bhūta – भूत), Zukunft (bhavya – भव्य) und Gegenwart (bhavat – भवत्). Zeit ist ein intellektuelles Konzept. Sie manifestiert sich im zwischen Erlebnissen liegenden Intervall. Erlebnisse werden gedanklich festgehalten – jedoch sind Gedanken laufend wandelbar. Mit diesem laufenden Wandel sind wir sehr gut vertraut und erfahren ihn auch direkt und unmittelbar. Der Kenner all dieser Veränderungen muss folglich vom Wandel selber verschieden sein. Es ist das Selbstbewusstsein (Atman), das alle Veränderungen erleuchtet und somit letztlich den Allmächtigen – Viṣṇu – repräsentiert. Viṣṇu ist der Einzige, der nicht der Zeit unterliegt.

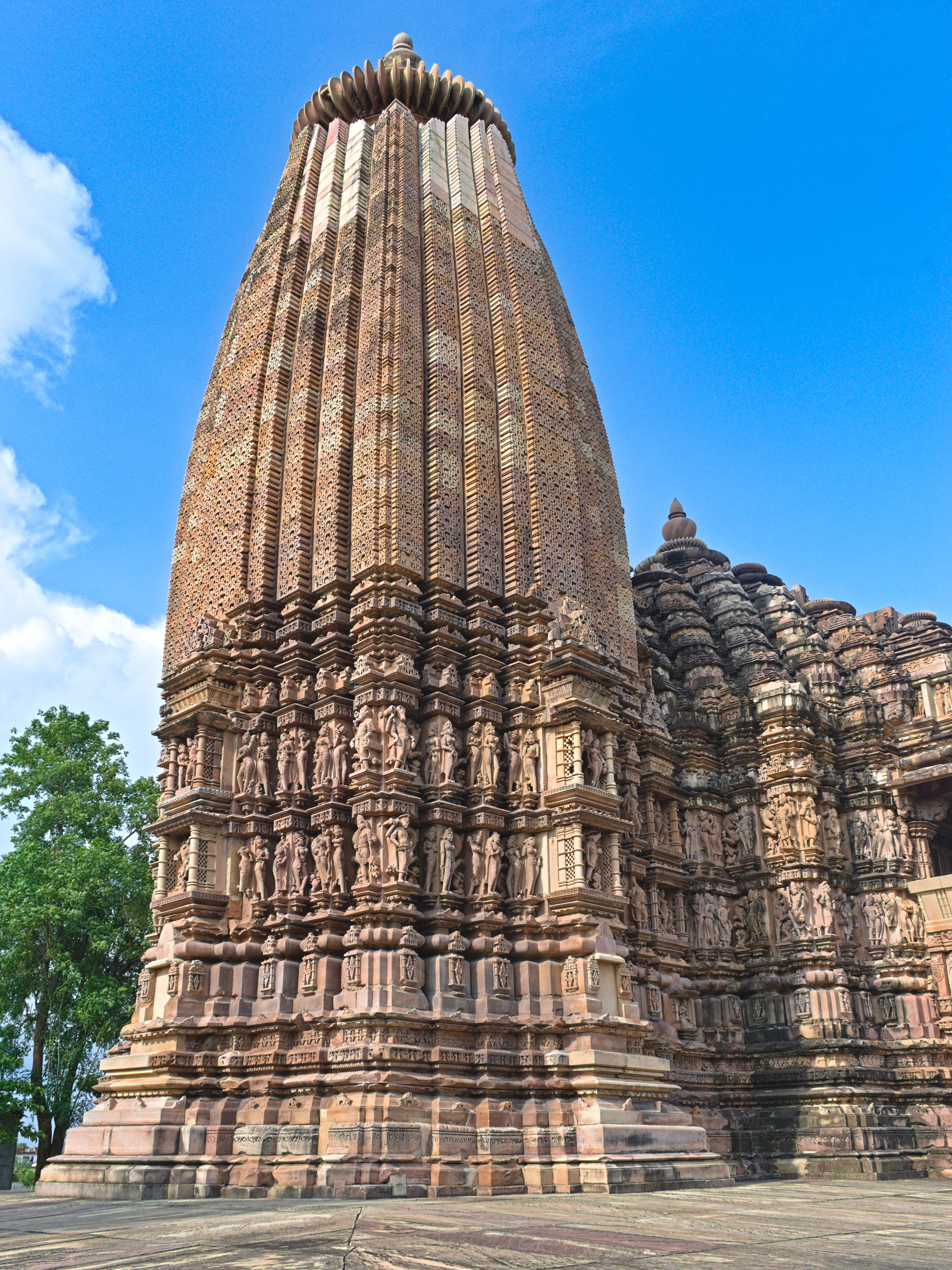
Vamana-Tempel in Khajuraho

- Bhūtakṛd (भूतकृद) – der Erschaffer (kṛt) aller Lebewesen (bhūta). Das Wort kṛt kann auf zweierlei Weise ausgelegt werden: a) Derjenige der die Lebewesen erschafft (bhūtāni karoti iti bhūtakṛd) oder aber auch b) derjenige, der alle Lebewesen wieder auslöscht (bhūtāni krindati iti bhūtakṛd). In beiden Fällen scheint die Höchste einzige Wirklichkeit (Brahman) als Schöpfer und Unterhalter, aber auch als Zerstörer zu fungieren. Brahman kann in seinem allumfassenden Geist in verschiedenen Wechselwirkungen (guṇas – गुण) auftreten. Bei einem Vorwiegen von Rajoguṇa wird Brahman zum Erschaffer, durch Sattvaguṇa zum Unterhalter und durch Tamoguṇa zeigt es seine zerstörerischen Eigenschaften. Anmerkung: Rein subjektiv betrachtet ist der in meinem Geist und Verstand agierende Atman das Ich bzw. die Individualität. Meine Persönlichkeit hängt vollständig von der Qualität und der Beschaffenheit meiner eigenen Gedanken ab. Je nach Laune meines Geistes kann ich kreativ, nachhaltig oder zerstörerisch in meiner Erfahrungswelt auftreten. In Wirklichkeit manifestiert sich aber niemand anderes als Viṣṇu handelnd hinter diesen drei Aspekten.
- Bhūtabhṛd (भूतभृद) – der Ernährer und Unterhalter (bhṛt) aller Lebewesen (bhūta) in dieser einzigartigen Realität. Im 15. Kapitel der Bhagavadgita wird diese Idee ausführlich dargestellt. Hierin sagt Krishna, dass er als das Licht der Sonne, als die Fruchtbarkeit in der Erde, als das Wachstum in Pflanzen, als dem Nährwert in Lebensmitteln und als der Wärme im Feuer selber als Verdauungsfeuer zum eigentlichen „Verzehrer“ wird. Er, der sämtlichen Körper- und Geistesfunktionen voransteht, ernährt somit alle Lebewesen, die letztlich nur ein Teil seiner selbst sind. Siehe hierzu auch Bhagavadgita 9. Kapitel, Vers 5.
- Bhāvaḥ (भावः) – er, der sich selbst zu den beweglichen Lebewesen und den unbeweglichen Gegenständen dieser Welt hin bewegt (in ihnen aufgeht) und zu ihrer Seele wird (bhavati iti bhāvaḥ). Viṣṇu ist die reine Existenzkraft in sämtlichen fühlenden Organismen und gefühllosen Objekten des Universums. Deswegen wird er als Bhāvaḥ bezeichnet.
- Bhūtātmā (भूतात्मा) – er, der die Seele (ātmā) aller Wesen (bhūta) darstellt. Viṣṇu ist die wahre Seinskraft aller Lebewesen. So wie sich derselbe universelle Raum in abgesonderten Räumen wiederfindet, so manifestiert sich auch die unbegrenzte Lebenskraft in jedem beliebigen Körper als Atman. Es ist eine wohlbekannte Tatsache, dass der Weltraum überall der Gleiche ist. Genauso verhält es sich mit der ureinzigen Realität, obschon sie sich in unterschiedlichen Atmans auszudrücken pflegt. Diese universelle Singularität wird im Vedanta als Höchstes Brahman oder Parabrahman bezeichnet. Im Bhagavatapurana wird Gott wie folgt adressiert: „Du bist das ein und dasselbe Selbst in allen Lebewesen und erleuchtest all ihre Erfahrungen“. In der Katha-Upanishad heißt es: „Die eine bezaubernde Wahrheit, die in jeder einzelnen Form pulsiert und sich dennoch in Pluralität äußert“.
- Bhūtabhāvanaḥ (भूतभावनः) – er, der die Lebewesen erschafft und vervielfältigt. Viṣṇu ist derjenige, der die Ursache für Geburt und Wachstum aller lebenden Kreaturen darstellt.

#### Beispiele für Vishnus Namen
Viele der Namen Vishnus kreisen um seine Macht und seine Kontrollgewalt über Karma. Als Beispiele hierzu seien herausgegriffen: der 135. Name Dharmādhyakṣaḥ (धर्माध्यक्ष) – übersetzt als „jemand, der die verdienstvolle Natur Dharma (und auch weniger lobenswertes Adharma) aller Lebewesen erkennt“ – und sie dementsprechend entlohnt. Oder der 32. Name Bhāvanaḥ (भावन – „schöpferische und wirkungsvolle Ursache“), der in eine ähnliche Richtung geht. In diesem Fall ermöglicht es Gott den Lebewesen, die Früchte ihres Tuns zu genießen (Interpretation von Shankara). Ähnlich auch der 44. Name Vidhātā (विधाता), der sich auf die „Erzeugung von Karma und dessen Auswirkungen“ bezieht. Oder der 325. Name Apramattaḥ (अप्रमत्त), mit dem Vishnu als jemand dargestellt wird, der immer darauf bedacht ist, „Verdienstvollen die Ergebnisse ihrer Arbeit zukommen zu lassen“. Der 387. Name Sthānadaḥ (स्थानदः) bedeutet „Statusverleiher“, d. h. der Stand, den Gott einer Person (wie beispielsweise Dhruva) aufgrund ihres Karmas zuweist. Schließlich der 609. Name Gottes Śrīvibhāvanaḥ (श्रीविभावनः), der jederlei Wohlstand und Tugendhaftigkeit aufgrund guten Karmas verleiht.

### Phalashruti
Die ersten 22 Verse des Phalashrutis werden erneut von Śrī Bhīṣma gesprochen. Hierin streicht Śrī Bhīṣma die Vorzüge des täglichen Rezitierens der tausend Namen Vishnus heraus: wer den Text jeden Tag in voller Hingabe liest, wird in seinem Leben Bekanntheit, Ruhm, Reichtum und Wissen erlangen. In Vers 23 folgt eine Bitte Arjunas an Gott, der darauf in Vers 24 antwortet. Vers 25 enthält eine Grußformel Vyasas an Vasudeva. In Vers 26 stellt Parvati eine Frage, die in Vers 27 von Shiva beantwortet wird, indem er das Chanten des Namen Ramas den tausend Namen Vishnus gleichstellt. In Vers 28 erscheint eine Grußformel Brahmas. In Vers 29 preist Sanjaya Krishna und Arjuna. Die letzten vier Verse schließlich werden von Bhagavan selbst gesprochen und er empfiehlt, den Naman Narayanas zu singen und ihm letztlich alles zu opfern.

## Zusammenschau

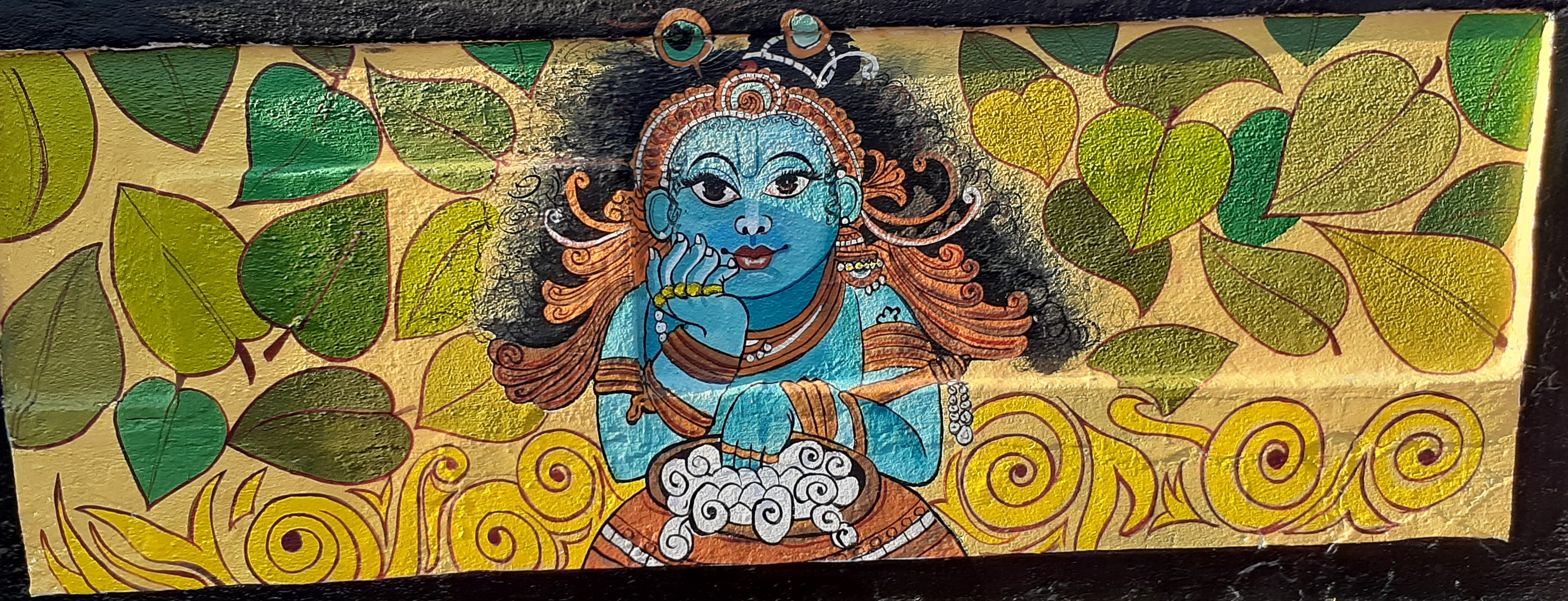
Krishna als Madanogopal – Avatar Vishnus

(basierend auf dem Kommentar Shankaras)
Der Allmächtige und Alldurchdringende kann logisch nicht definiert werden. Und da er das Substratum sämtlicher Dualitäten darstellt, kann er auch in keiner einzigen Sprache weder mit irgendeinem Namen oder sonstigem Begriff belegt werden. Selbst in literarischer Form ist es unmöglich, sich ihm auch nur vage zu nähern. Gott befindet sich jenseits des Bekannten und auch des Unbekannten. Im Endeffekt ist er reines, erhellendes Bewusstsein, das sämtliche Erlebnisse durchwebt.
Und dennoch ist er überall manifest und kann daher für all seine Offenbarungen auch unzählige Namen annehmen. Definitionen sollten das Definierte immer direkt beschreiben. Die tausend Namen Vishnus geben uns aber tausend indirekte Definitionen an die Hand, mit denen der letztendlichen Realität und dem Unbegrenzten mittels Unwirklichem und Begrenztem nähergerückt werden soll. Die tausend Namen des Herrn wurden einst von Rishis geprägt und in Umlauf gebracht. Es war der Poet und Seher Vyasa, der sie dann sammelte und sie in einer freudigen Hymne an Vishnu zu einer Girlande der Hingabe und der Ehrerbietung verwob.
Da jeder einzelne Name somit nur eine Umschreibung des Unbekannten mit bekannten Begriffen ist, kann er uns nur dann in das Reich göttlicher Erfahrungen befördern, wenn wir durch Kontemplation unseren Geist auf eine höhere Stufe versetzen. Die tausend Namen im Vishnu Sahasranama sind somit nicht nur für Verehrer Vishnus Ansporn und von Nutzen, sondern durchaus auch für philosophisch Interessierte ein „Flugdrachen“ in die Gefilde höheren Bewusstseins.